# Jarzyły
Jarzyły – wieś sołecka w Polsce położona w województwie mazowieckim, w powiecie makowskim, w gminie Sypniewo.
W latach 1975–1998 miejscowość administracyjnie należała do województwa ostrołęckiego.
Wierni kościoła rzymskokatolickiego należą do parafii św. Jana Chrzciciela w Sypniewie.